# Lindsay Lohan
Lindsay Lohan (Bronx, 1986. július 2. –) amerikai színésznő, modell, zeneszerző, énekesnő, továbbá producer és rendező.
Háromévesen kezdte karrierjét modellként, majd tízévesen szerepelt az Another World című szappanoperában. Tizenkét évesen debütált a Disney stúdió Apád-anyád idejöjjön! című filmjében, ezzel óriási sikert aratott. Hasonló nagy elismerés követte a Nem férek a bőrödbe (2003), a Bajos csajok (2004) és a Kicsi kocsi – Tele a tank (2005) filmjeit. A kevésbé sikeres Cserebere szerencse (2006) című romantikus filmje nem talált akkora visszhangra, ezért Lohan kisebb, de kulcsfontosságú mellékszerepeket vállalt. A kritika is pozitívan értékelte ezen évek alatt végzett munkáját: Az utolsó adás Loláját, Bobby Kennedy – A végzetes nap Diane-jét és a Chapter 27 Jude-ját.
Lohan egyengetni kezdte zenei karrierjét is. Első stúdióalbuma, a Speak 2004 decemberében jelent meg a Casablanca Records kiadásában, és platina minősítést kapott egyaránt pozitív, negatív kritikával. Több mint egymillió lemezt adtak el csak az Amerikai Egyesült Államokban, és fölkerült a Billboard 200 listájára is mint negyedik. Lohan második albuma, az A Little More Personal (Raw) is vegyes fogadtatásban részesült borongós mondanivalója miatt. Ez a lemez arany minősítést kapott.
2007-ben Lindsay-t próbaidő alá helyezték, mert ittasan vezetett, és kétszer is balesetet okozott. Elvonókúrára küldték, ami viszont nem tett jót az népszerűségének, és számos szerepet elvesztett. 2008-tól a divat került élete középpontjába: ismét modellként dolgozott, és 6126 néven megalapította saját márkáját. Majd újra elvállalt színészi munkákat, 2009-ben megkapta Thea szerepét a Kismamának áll a világ című filmben, 2010-ben pedig egy horrorfilmben, a Machete-ben játszott. 2010 és 2013 között megvádolták lopással, ismét alkohol- és drogfüggőséggel küzdött, háromszor is visszaküldték rehabilitálásra. 2012-ben Lohan alakította Elizabeth Taylort az önéletrajzi jellegű Liz & Dick-ben, 2013-ban pedig feltűnt Paul Schrader Vétkek völgye című thrillerében. 2014-ben mutatták be 8 epizódos dokumentumfilmjét, a Lindsay-t. Ugyanebben az évben lépett fel először színpadon: David Mamet, amerikai drámaszerző Speed-the-Plow darabjában a londoni West End színházban.

## Gyermekkor
Lindsay Bronxban született 1986. július 2-án, és Long Islanden nőtt fel. Apja, Michael Lohan, tőzsdeügynök és anyja, Dina Lohan hivatásos énekes és táncos. Lohannek hányatott családi háttere volt. Szülei 1985-ben házasodtak össze, majd különváltak, mikor Lindsay hároméves volt. Egy kis időre újra egyesült a család, de 2005-ben ismét szétköltöztek, majd végleg elváltak. 
Van három fiatalabb testvére, akik szintén modellkedtek és színészkedtek: egy húga, Aliana "Ali" Lohan és két öccse, Dakota "Cody" és Michael Lohan. Lindsay szerint nagyszerű a kapcsolata a testvéreivel. 
Lohan ereiben olasz és ír vér is folyik. A Cold Spring Harborra és a Sandford H. Calhounba járt iskolába, ahol színötös tanuló volt, és jól teljesített matematikában és természettudományokban. Háromévesen kezdte karrierjét a Ford Modelsnél, de dolgozott a Calvin Klein és az Abercrombie & Fitch megbízásából is, ahol gyermekruhákat mutatott be. Több, mint 60 reklámfilmben szerepelt, például Pizza Hut, Wendy’s és Jell-O reklámokban. Elég különleges gyerek volt, a szeplői és vörös haja miatt, míg a legtöbben szőke hajúak voltak.

## Színészi karrier

### A vörös hajú Disney-lány (1998–2005)
1998-ban debütált az Apád-anyád idejöjjön! című film újrafeldolgozásában. 1997. január 5-én tudta meg, hogy szerepelni fog. Lindsay egy ikerpárt alakít, akik elvált szüleikkel élnek, nem tudnak egymás létezéséről, de a sors szeszélye folytán találkoznak, és megpróbálják újra összehozni a családot. A film hatalmas kasszasiker volt (92 millió dollár), Lohan előadásmódját pozitívan értékelték. Kenneth Turan kritikus szerint sokkal ügyesebben formált meg két személyiséget, mint Hayley Mills", az eredeti, 1961-es film színésznője. 
1999-ben Lindsay újabb filmet (Hát nem baba?) forgatott Tyra Banksszel. 2000-ben elnyerte Rose szerepét a Bette televíziós helyzetkomédiájában, de a szerepet később mégsem vállalta el, mert Los Angelesbe kellett volna költöznie. 2001 júniusában befejezte Lexi Gold szerepét a Nyomozólányok című műsorban, amely a Disney Channel 2002 januárjára kiadott filmje – 2002 júniusában újraszerkesztették filmes változatra.
2003-ban Jamie Lee Curtis oldalán tűnt fel a Disney Nem férek a bőrödbe című családi vígjátékában, és ezzel Lohan teljes áttörést ért el: Anya és lánya testet cserélnek, és élniük kell egymás életét. Lohan javaslatára az ő karakterét átírták, hogy a történet még ütősebb legyen. Roger Ebert kritikus írta róla, hogy „a tinédzserlányka mögött megbújik Jodie Foster komolysága és elszántsága”.
Lohan a szerep alakításáért elnyerte az MTV legjobb feltörekvő női színésznő díját. Ezidáig (2015) kereskedelmileg a legsikeresebb filmjének számít 160 millió dollárral.

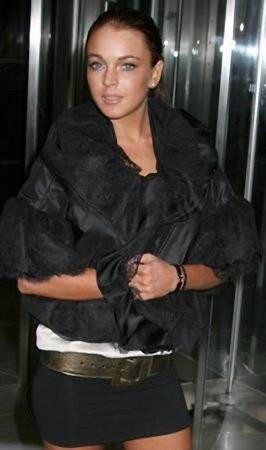
Lohan 2007-ben a Calvin Klein divatbemutató után

Ugyanezen évben Lindsay újra elfogadott a Disneytől egy főszerepre szóló felkérést az Egy hisztérika feljegyzéseiben. Lola szerepét alapvetően Hilary Duffnak szánták, aki viszont visszalépett. A film vegyes kritikát kapott. Végül a „The Mouse”-t hátrahagyva Lindsay átment a Paramount Stúdióhoz, hogy újra együtt dolgozzon a Nem férek a bőrödbe rendezőjével, Mark S. Watersszal a Bajos csajokban. Lohan eredetileg Regina szerepére jelentkezett, de a rendező úgy vélte, hogy olyan határozottan és magabiztosan formálja a karakterét, hogy nem találnának megfelelő Cadyt, aki fel tudna Regina ellen lépni. 
A film 129 millió dolláros bevételt és rengeteg elismerő kritikát zsebelt be. Brandon Gray szerint Lohan "ezzel megkoronázta magát a tini filmcsillagok királynőjévé." A színésznő 6 díjat nyert összesen a Bajos csajok és a Nem férek a bőrödbe szerepeiért. Ettől kezdve vált a lesifotósok céltáblájává.
2005-ben Lohan utoljára szerepelt Disney készítette filmben, a Kicsi kocsi – Tele a tankban, ami a beszélő autó, Herbie sorozatának ötödik része volt. Bár a film 144 millió dolláros bevételt jelentett, a vélemények megoszlottak róla. Stephen Holden a The New York Timesban zseninek írta le a színésznőt, „aki abszolút otthonosan mozog a képernyőn”, míg James Berardinelli úgy vélte, hogy "amilyen ragyogó csillag lehetne, alulmarad a kocsival szemben. A szerep nem elég kihívást jelentő". Ezzel zárult tizenhét év közös munkája a Disney-vel. 
Egyedi módon Lindsay Lohan volt az első, akiről a Mattel My Scene babát mintázott 2005-ben, a My Scene: Hollywoodi álom című animációs filmben pedig saját magát is szinkronizálhatta.

### Megbotlások (2006–2011)
2006-ban Cserebere szerencse című filmje nagyot bukott. Az eddigi kilencjegyű milliókat egy gyér 5,7 millió dolláros bevétel szakította meg, ráadásul Arany Málna jelölést is kapott. Lohan úgy vélte, itt az ideje apróbb, de megragadó szerepeket játszani. Robert Altman zenés vígjátékában és egyben utolsó filmjében, Az utolsó adásban Lohan együtt dolgozott Meryl Streeppel és Lily Tomlinnal. Streep Lohan teljesítményéről pozitívan nyilatkozott. Lindsay Sharon Stone-nal közös jelenetét is kedvezően értékelték a Bobby Kennedy – A végzetes nap című filmben. 
Következő filmje, a Chapter 27, John Lennon meggyilkolásáról szól. A Lohan alakította szereplő, Jude Hanson összebarátkozik Lennon gyilkosával, Mark David Chapmannel Lennon halála előtt. A forgatást már 2006-ban befejezték, de csak 2008-ban jelent meg, amikor találtak forgalmazót. A színésznőt többször is kórházba vitték ebben az évben kiszáradás és túlhevültség miatt. Ugyanekkor megviselte egy szakítás, ami szintén akadályozta a forgatásban.
2007-ben elnyert egy szerepet a Poor Things nevezetű komédiába, de a forgatást felfüggesztették és máig sem folytatták (2016). Lohan többször vezetett ittasan, drogot találtak nála és próbaidőre helyezték. A Tudom, ki ölt meg című film forgatását vakbélműtéte miatt kellett megszakítani, a filmet pedig úgy fejezték be, hogy a színésznő esténként rehabilitásra járt. A szerelem határai című romantikus drámában pedig leváltották Sienna Millerre.

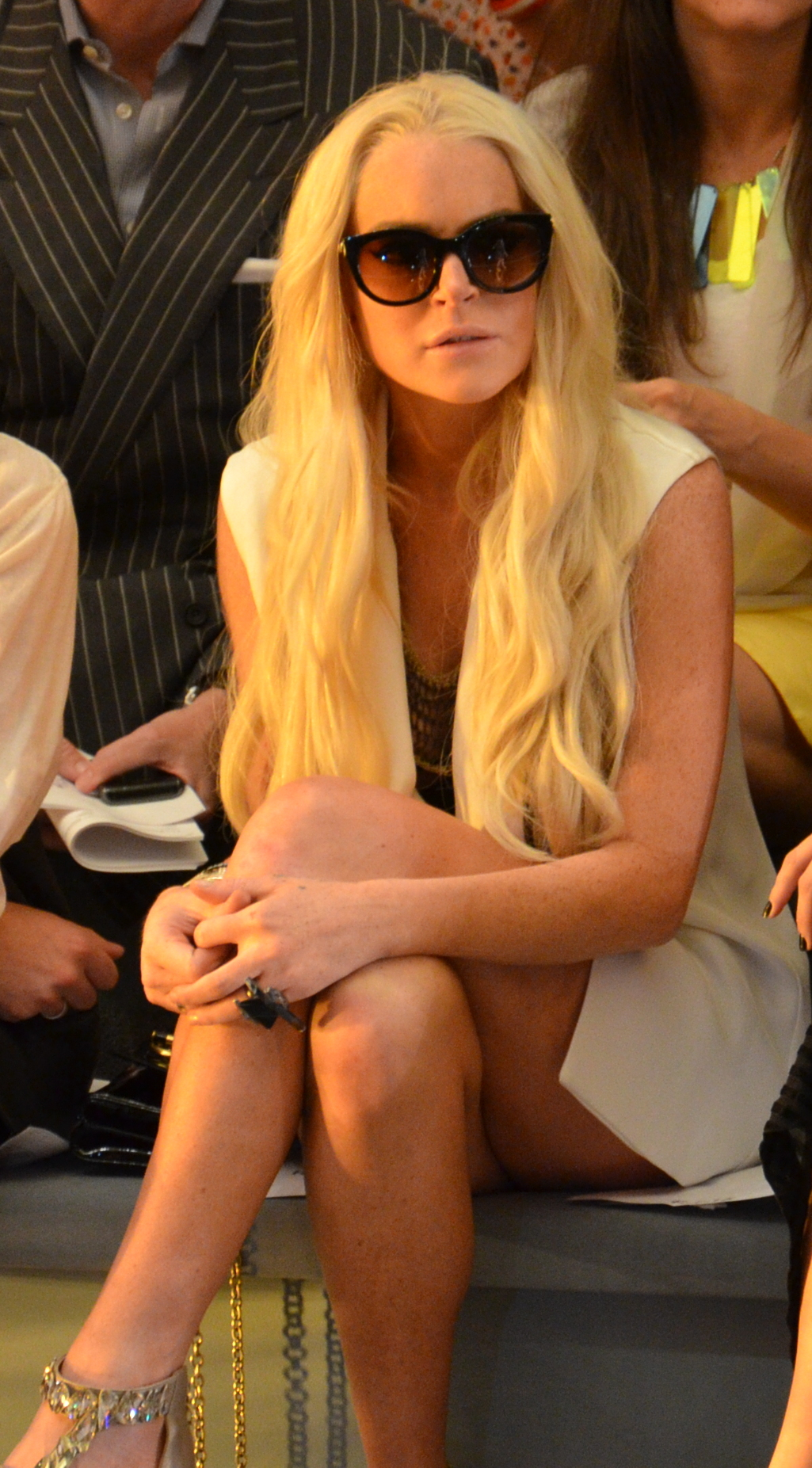
Lindsay 2011-ben

2008-ban vendégszerepelt a Betty, a csúnya lány című sorozatban. Lohan új fotókat készíttetett Marilyn Monroe utolsó képsorozatából (The Last Sitting), ami Bert Stern fotóművész könyvéből származik. Maga a színésznő volt a modell, amit hatalmas megtiszteltetésnek érzett. A képek a New York magazinban jelentek meg. 
Lohan azóta nagy rajongója Marilyn Monroe-nak, mióta látta az 1953-as Niagara című filmjét az Apád-anyád idejöjjön! forgatása alatt. Még ebben az évben elindította 6126 néven saját ruhamárkáját, ami Monroe születési dátumát szimbolizálja (1926. január 6-án született). Kezdetben leggingset árultak, 2010-re teljesen kibővítették a kollekciót. 
2009-ben megkapta Thea szerepét a Kismamának áll a világ című filmbe, amelyben egy fiatal nőt alakít, aki terhesnek tetteti magát. A közvélemény általában jó visszatérésnek tartotta Lohan részéről. Ugyanebben az évben stílustanácsadó lett Emanuel Ungaro francia divatszalonjában. Az Estrella Archs tervezésében kiadtak októberre egy közös kollekciót. 2010 márciusában Lindsay kilépett a vállalattól.

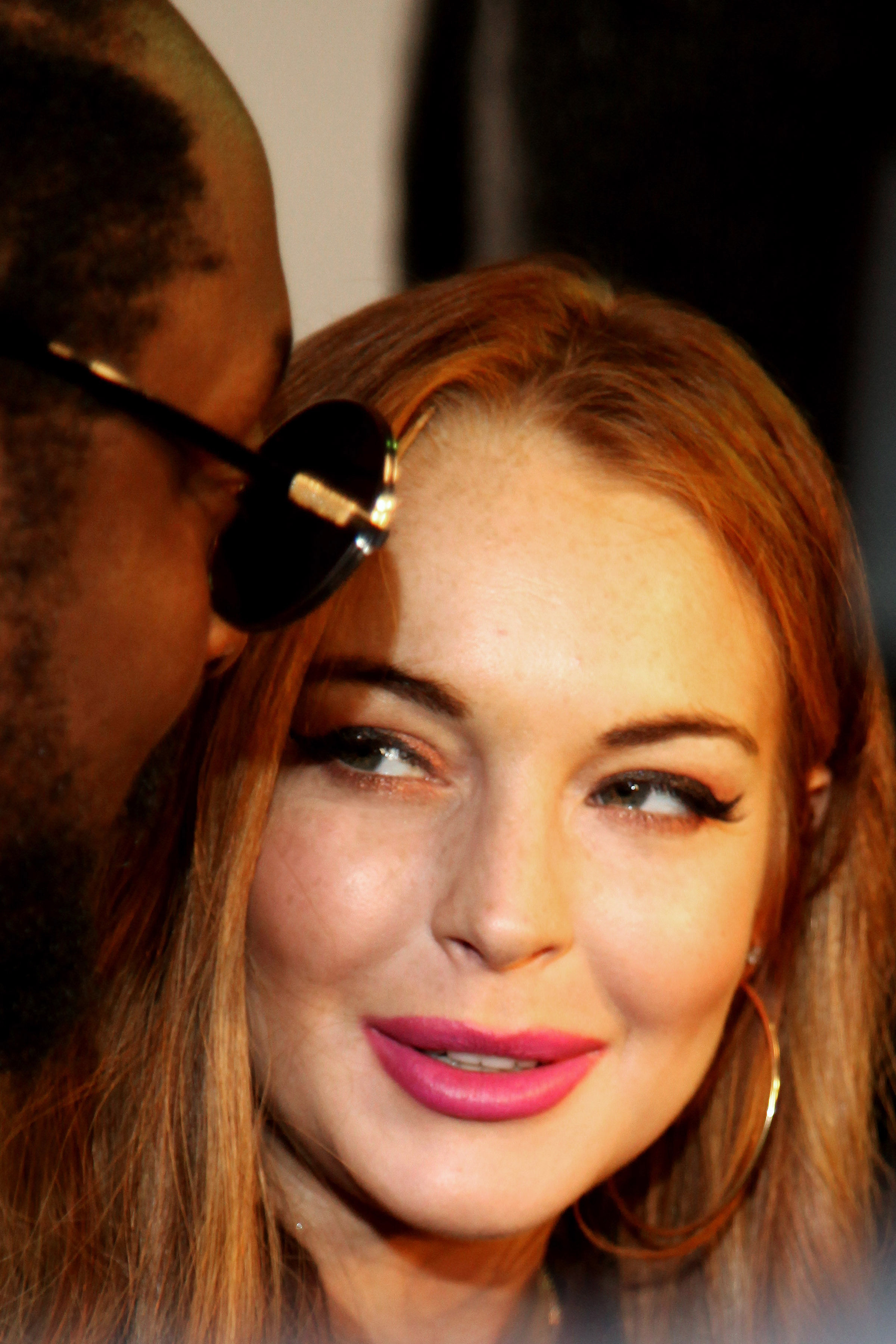
Lindsay 2012-ben

2009-ben narrátor szerepet kapott a BBC Indiáról szóló dokumentumfilmjében, amit rengeteg támadás ért, amiért pont Lohant kérték fel segíteni. A színésznő úgy nyilatkozott, hogy reméli, felhívja a figyelmet az Indiában uralkodó helyzetről. 2010-ben újabb szerepet veszített el, és mivel nem jelent meg az elvonón, amivel a próbaidőt megszegte, 90 nap börtönre, majd 90 nap rehabilitációra küldték. Jó magaviseletért 14 napot töltött börtönben, az elvonókúráról pedig 23 nap után kiengedték. 
A Bravónak modellkedett, majd Robert Rodríguez Machete című filmjében játszott, teljesítménye vegyes kritikát kapott.
2011-ben mutatták be Matthew Wilder Lovelace c. filmjét, amely címszerepének, Linda Lovelace pornószínésznőnek végül nem Lohant, hanem Amanda Seyfriedet választották. Februárban lopással vádolták, bírósági tárgyalásokra járt.

### Útkeresés (2012–2014)
2012-ben vendégszerepelt a Glee-ben, majd Elizabeth Taylort alakította a Liz&Dick című filmben. Ugyanezen évben autóbalesete volt, a tárgyalásai 2013-ig elhúzódtak. Újabb vendégszerepet kapott a Horrorra akadva 5.-ben, amiben Charlie Sheennel játszott egy röpke jelenetet. Vétkek völgye forgatásakor nehéz természetűnek kiáltották ki, akivel nem könnyű együtt dolgozni, színészi munkája azonban nagyrészt pozitív elismerést nyert. 2014-ben rendezték saját dokumentumfilmjét, a Lindsay-t, amely 8 epizódon keresztül mutatja be a színésznő életét, munkáját, miután New Yorkba költözött. A sorozatot Oprah Winfrey csatornáján sugározták, nem vonzott akkora közönséget, mint amekkorára számítottak. Ebben az évben játszott életében először színpadon Londonban, ahol egy olyan szerepet alakított, amit eredetileg Madonna játszott.

### Jövőbeni tervek (2015–)
2015-ben Lohannek hivatalosan lejárt a próbaideje, miután teljesítette a közösségi szolgálatot, amit gondatlan vezetésért kiróttak rá. Zenei albumon gondolkozik, 2016-ban pedig eljegyezték.

## Zenei karrier
2002 szeptemberében ifjabb Emilio Estefan segítségével Lindsay demókat vett fel. Lindsay nagyon lelkes volt, hogy Emilióval dolgozhat. Ráadásul a Nem férek a bőrödbe című filmhez meg kellett tanulnia gitározni és énekelni. A filmben van is egy dal, Ultimate, amit ő énekel. 2003-ban további négy számot vettek fel, amelyek közül egy, Drama Queen (That Girl), megszólal az Egy hisztérika feljegyzéseiben. 
 2004 áprilisában kezdte el írni dalait első albumára. Első lemeze, a Speak decemberben jelent meg az Amerikai Egyesült Államokban, és „enyhén rockpop” stílusban készült. Több éven keresztül számított a Casablanca Recordsnál a legjobban kelt lemeznek, csak az USA-ban egymilliót adtak el belőle. Ennek ellenére nagyrészt negatív kritikát kapott, miszerint Lohan nem rossz énekes, de nincs benne semmi különleges. Amerikában a negyedik helyet érte el a Billboard 200-on, kislemeze pedig (Over) három héten át vezette a listát a Bubbling Under Hot 100 Singles-ön, valamint nemzetközileg is jól szerepelt Ausztráliában, az Egyesült Királyságban és Írországban. Terveztek turnét Tajvanon, de végül nem valósult meg.
Lindsay második lemezét, a Little More Personal (Raw)-t 2005 decemberében adták ki, és arany minősítést kapott. Az albumnál Lindsay társszerzőként segédkezett, ami visszatetszést váltott ki a kritikusokból. Maga rendezte videóklipjét az egyetlen kislemezének, a Confessions of a Broken Heart (Daugther to Father) című dalnak, amiben húga, Ali Lohan is közreműködik.
2007-ben Lohan elkezdett dolgozni harmadik albumán, amelynek Spirit in the Dark lett volna a címe, de csak egy kislemez lett belőle, ami 2008 májusában jelent meg Bossy címen. Lohan szeretett volna kikapcsolni, a filmezés és a zenélés nyomása alatt érezte magát.
2015-ben az angol Duran Duran együttes nyilatkozta, hogy Lohan velük együtt dolgozott új számukon, a Dancephobián, ami soron következő albumukban, a Paper Godsban foglal helyet. 2016-ban Lohan újra kifejezte szándékait a harmadik stúdióalbum iránt.

## Magánélete

### Párkapcsolat, család
Lohan 2007-ben beszélt zaklatott gyermekkoráról, ugyanebben az évben váltak el a szülők is véglegesen: "Olyan érzés ez, mintha én gondoskodtam volna a családról. Sokszor álltam anya és apa között." A konfliktusok ellenére rajongással beszélt családjáról. Későbbiekben azonban Lohan megszakította az apjával a kapcsolatot, mert nem tudott vele kijönni.
Lohan magánélete egyidőben a bulvármédia központi témája lett. 2000 és 2001 között állítólag Aaron Carterrel járt, ami azért keltette fel a figyelmet, mert szerelmi háromszöget gyanítottak Lindsay, Aaron és Hilary Duff között. 2004-ben Wilder Valderramával randizott, aki szintén színész volt. Szakításuk után született meg Lohan Over című száma. 2006-ban egy étteremlánc, a Hard Rock Cafe örökösével volt együtt, Harry Mortonnal. 2007-ben egy brit tévésztárral, Calum Besttel találkozgatott. 2008-ban az elvonón ismerkedett meg Riley Giles-szal, aki snowboardozott. 
 Ezután találkozott Samantha Ronsonnal, aki Dj-ként dolgozott. Lohan gyakran elkísérte munkahelyére, és segített neki. Bár többször mutatkoztak párként, kapcsolatuk természetét illetően nem volt hajlandó nyilatkozni. A csendet a Harper's Bazaar magazin 2008 decemberi számában törte meg: „Azt hiszem, teljesen egyértelmű, hogy kivel járok… Nem hiszem, hogy ez bárkit is meglepne, már jó ideje tart… Ő egy csodálatos ember, és nagyon szeretem.” Ugyanakkor visszautasította, hogy leszbikus lenne, biszexualitására vonatkozó kérdésre viszont igenlő választ adott. Kapcsolatuk 2009-ben ért véget. 2013-ban egy interjú során elmondta: „Tudom, hogy heteroszexuális vagyok. Lefeküdtem lányokkal, eggyel volt párkapcsolatom... Azt hiszem, valami újra vágytam.”
2016-ban öt hónap randevúzás után eljegyzést kötött Egor Tarabsovval.

### Konfliktus a törvénnyel
A színésznő ittas vezetés miatt 2007-ben már ült a rácsok mögött, de csak másfél óráig, 84 percig tartották akkor bent. A színésznőt 2010. szeptember 24-én újra letartóztatták, miután a Twitteren is megerősítette, hogy drogtesztjei pozitívak lettek. Azt mondta, hogy kész szembenézni a következményekkel. A 24 esztendős színésznő július 20-tól 13 napot töltött börtönben. Az elvonókúra után később mégis többször fogyasztott alkoholt és drogozott, egy alkalommal pedig autójával még egy babakocsit is elütött.
2010-ben megsértette a próbaidő alatt kikötött pontokat, mert nem járt el az elvonókúra találkozóira, megbeszéléseire. A bíróság 90 nap börtönre, majd 90 nap rehabilitációra ítélte, de a börtönből jó magaviselet miatt 14 nap múlva elengedték, az elvonóról pedig 23 nap után elmehetett. Szeptemberben visszavonták a próbaidejét, mert pozitívak lettek a tesztjei. Három hónapig maradt rehabilitáción.
2011. február 9-én, Lohant lopással vádolták, miszerint januárban egy ékszerüzletből ellopott egy 2500 dollár értékű nyakláncot. Lohan ártatlannak vallotta magát. Közösségi munkára kötelezték, és 120 nap börtönre ítélték. Jó magaviseletért házi őrizetben tölthette le büntetését egy detektorral a lábán egészen harmincöt napig. Novemberben Lohan újra megsértette a szabályokat, mert nem teljesített közösségi munkát. Büntetésként még több közmunkát és 30 nap börtönt kapott, ahonnan öt órán belül kiengedték jó magaviselet miatt.
2012 júniusában autóbalesete volt, 2013-ban gondatlan vezetésért és hivatali személy megtévesztéséért a próbaidőt meghosszabbították további két évre, újabb közmunkát kapott, és kilencven napot töltött elvonón. 2015-ben végül teljesítette a közösségi szolgálatát, így felszabadult a próbaidő alól.

## Filmográfia

### Film
| Év   | Magyar cím                     | Eredeti cím                          | Szerep                        | Magyar hang        |
| ---- | ------------------------------ | ------------------------------------ | ----------------------------- | ------------------ |
| 1998 | Apád-anyád idejöjjön!          | The Parent Trap                      | Hallie Parker / Annie James   | Bogdányi Titanilla |
| 2003 | Nem férek a bőrödbe            | Freaky Friday                        | Anna Coleman / Tess Coleman   | Bogdányi Titanilla |
| 2004 | Egy hisztérika feljegyzései    | Confessions of a Teenage Drama Queen | Mary Elizabeth «Lola» Cep     | Szinetár Dóra      |
| 2004 | Bajos csajok                   | Mean Girls                           | Cady Heron                    | Vadász Bea         |
| 2005 | Kicsi kocsi – Tele a tank      | Herbie: Fully Loaded                 | Maggie Peyton                 | Szinetár Dóra      |
| 2005 | My Scene − Hollywoodi álom     | My Scene Goes Hollywood: The Movie   | Önmaga (hangja)               |                    |
| 2006 | Az utolsó adás                 | A Prairie Home Companion             | Lola Johnson                  | Bogdányi Titanilla |
| 2006 | Cserebere szerencse            | Just My Luck                         | Ashley Albright               | Haffner Anikó      |
| 2006 | Cserebere szerencse            | Just My Luck                         | Ashley Albright               | Nemes Takách Kata  |
| 2006 | Bobby Kennedy – A végzetes nap | Bobby                                | Diane Howser                  | Bogdányi Titanilla |
| 2006 |                                | Friendly Fire                        | A barátnő                     |                    |
| 2006 | Holiday                        | The Holiday                          | Önmaga (cameo)                |                    |
| 2007 |                                | Chapter 27                           | Jude Hanson                   |                    |
| 2007 | Anya, lánya, unokája           | Georgia Rule                         | Rachel Wilcox                 | Bogdányi Titanilla |
| 2007 | Anya, lánya, unokája           | Georgia Rule                         | Rachel Wilcox                 | Pekár Adrienn      |
| 2007 | Tudom, ki ölt meg              | I Know Who Killed Me                 | Aubrey Flemming / Dakota Moss | Bogdányi Titanilla |
| 2009 | Kismamának áll a világ         | Labor Pains                          | Thea Clayhill                 | Vadász Bea         |
| 2010 | Machete                        | Machete                              | April Booth                   | Bogdányi Titanilla |
| 2013 |                                | Inappropriate Comedy                 | Önmaga                        |                    |
| 2013 | Horrorra akadva 5.             | Scary Movie 5                        | Önmaga                        | Bogdányi Titanilla |
| 2013 | Vétkek völgye                  | The Canyons                          | Tara                          | Szinetár Dóra      |
| 2019 |                                | Among the Shadows                    | Patricia Sherman              |                    |
| 2022 | Karácsonyi románc              | Falling for Christmas                | Sierra Belmont                | Bogdányi Titanilla |
| 2024 | Bajos csajok                   | Mean Girls                           | matematikai moderátor         |                    |
| 2024 | Az ír kívánság                 | Irish Wish                           | Madeline "Maddie" Kelly       | Bogdányi Titanilla |
| 2024 | A mi kis titkunk               | Our Little Secret                    | Avery Becker                  | Bogdányi Titanilla |
| 2025 | Már megint nem férek a bőrödbe | Freakier Friday                      | Anna Coleman                  | Bogdányi Titanilla |

Rövidfilmek
- Lindsay Lohan (2011) – Önmaga
- First Point (2012) – Önmaga
- Till Human Voices Wake Us (2015) – Lana

### Televízió
- Ki ez a lány?

## Lemezfelvételei
| - Speak (2004) - A Little More Personal (2005) | - 2004: Drama Queen (That Girl) - 2004: Rumors - 2005: Over - 2005: First - 2005: Confessions of a Broken Heart - 2005: I Live for the Day - 2008: Bossy |

## Díjak és jelölések
- MTV Movie Awards

2005 Legjobb női előadó (Bajos csajok)
2005 Legjobb csapat (Bajos csajok) megosztva Rachel McAdamssel, Lacey Chaberttel és Amanda Seyfrieddel
2004 Legjobb feltörekvő női színész (Nem férek a bőrödbe)
- Teen Choice Awards

2007 Kedvenc színésznő - dráma - jelölés (Anya, lánya, unokája) és (Bobby Kennedy - A végzetes nap)
2006 Kedvenc színésznő - vígjáték - jelölés (Cserebere szerencse)
2006 Choice Hissy Fit - jelölés (Cserebere szerencse)
2005 Kedvenc színésznő - vígjáték - jelölés (Kicsi kocsi – Tele a tank)
2005 Choice Crossover Artist - jelölés
2005 Kedvenc szexi színésznő - jelölés
2005 Kedvenc feltörekvő zenész - jelölés
2004 Kedvenc színésznő - vígjáték (Bajos csajok)
2004 Choice Movie Hissy Fit (Nem férek a bőrödbe)
2004 Kedvenc kínos jelenet (Bajos csajok)
2004 Kedvenc feltörekvő színésznő (Bajos csajok), (Nem férek a bőrödbe) és (Egy hisztérika feljegyzései)
2004 Kedvenc filmes hazudozó - jelölés (Bajos csajok)
2004 Kedvenc szerelmespár - jelölés (Bajos csajok) megosztva Jonathan Bennett-tel
- Nickelodeon Australian Kids' Choice Awards

2006 Kedvenc színésznő (Cserebere szerencse) és (Kicsi kocsi – Tele a tank)
2005 Kedvenc színésznő - jelölés (Bajos csajok)
- Nickelodeon Kids’ Choice Awards

2006 Kedvenc színésznő (Kicsi kocsi – Tele a tank)
2005 Kedvenc színésznő - jelölés (Bajos csajok)
- Arany Málna díj

2007 Legrosszabb színésznő - jelölés (Cserebere szerencse)
2008 Legrosszabb színésznő (Tudom, ki ölt meg)
2008 Legrosszabb páros (Tudom, ki ölt meg)
2010 Az évtized legrosszabb színésznője - jelölés
2014 Legrosszabb színésznő - jelölés (Vétkek völgye)
2014 Legrosszabb mellékszereplő - jelölés (Inappropriate Comedy) és (Horrorra akadva 5.)
2014 Legrosszabb páros - jelölés (Horrorra akadva 5.) (megosztva Charlie Sheennel)